# Смъртоносни машини (филм)
„Смъртоносни машини“ (на английски: Mortal Engines) е стиймпънк филм от 2018 г. на режисьора Крисчън Ривърс, по сценарий на Фран Уолш, Филипа Бойенс и Питър Джаксън, базиран на едноименния роман от 2001 г., написан от Филип Рийв. Във филма участват Хера Хилмар, Робърт Шийън, Хюго Уивинг, Джихе, Ронан Рафтъри, Лейла Джордж, Патрик Малахайд и Стивън Ланг. Той е копродукция между Съединените щати и Нова Зеландия.
Световната премиера на филма е в Лондон на 27 ноември 2018 г., след това е пуснат в Австралия и Нова Зеландия на 6 декември 2018 г., и в САЩ на 14 декември 2018 г.